# James Jefferyes
James Bavington Jefferyes, auch James Jeffries und James Jeffreys (* 1679 oder 1680 in Stockholm; † 1739) war ein schottischer Diplomat in englischen Diensten und zeitweise englischer Botschafter beim schwedischen König Karl XII., als dieser in türkischem Exil war.
Er ist auch als Captain Jefferyes bekannt. Seine Briefe sind eine wichtige Quelle für die Geschichte von Karl XII.
Er war der Sohn von Brigadegeneral (Brigadier General) Sir James Jefferyes, der im Dienst von Karl XI. und ab 1690 von Wilhelm von Oranien war, und seiner schwedischen Frau Katherine Drokenhelmen. Jefferyes wurde in Stockholm geboren, ging aber mit seinem Vater nach Schottland und studierte 1697 bis 1701 in Dublin. 1702 war er wieder in Schweden und diente als Freiwilliger in der Armee von Karl XII. Er berichtete regelmäßig vom Feldzug Karls XII. an den englischen Botschafter Dr. John Robinson (1650–1723) in Stockholm. Er wurde nach der Schlacht von Poltawa 1709 von den Russen gefangen genommen und kehrte nach England zurück. 1711 wurde er von der britischen Regierung als Botschafter zu Karl XII. in dessen Exil in der Türkei geschickt, wo er bis 1715 blieb. 1718 war er Botschafter in Sankt Petersburg, wo er jakobitischen Kreisen am Hof von Peter dem Großen entgegenwirkte (wozu besonders Admiral Thomas Gordon, der Arzt Robert Erskine, Sir Henry Stirling zählten). Nach dem Bruch von England mit Russland gegen Ende des Großen Nordischen Krieges war er 1719 bis 1725 in Danzig, wo er mit seiner Familie lebte und wo zwei seiner Töchter geboren wurden. Danach war er wie sein Vater Gouverneur von County Cork in Irland und wohnte in Blarney Castle.

## Briefausgaben
- Ernst Carlson (Hrsg.): Kapten Jefferyes bref till engelska regeringen från Bender och Adrianopel 1711—1714, från Stralsund 1714—15, Hist.handl.Kong.Samf., Band 16, Nr. 2, Stockholm 1897
- Ragnhild Hatton (Hrsg.): Captain James Jefferyes’s letters to the secretary of State, Whitehall, from the Swedish army, 1707–1709, Historiska Handlingar, Band 35, 1954